# Bodegón
Izraz bodega v španščini lahko pomeni 'shramba', 'taverna' ali 'vinska klet'. Izpeljanka bodegón je ojačevalnik, ki se nanaša na veliko bodego, običajno na slabšalni način. V španski umetnosti je bodegón tihožitje, ki prikazuje predmete shrambe, kot so živila, divjačina in pijača, pogosto razporejene na preprosti kamniti plošči, in tudi slika z eno ali več figurami, vendar s pomembnimi elementi tihožitja, običajno v kuhinji ali gostilni. Nanaša se tudi na predmete preprostega življenja ali vsakdanje predmete, ki so lahko poslikani s cvetjem, sadjem ali drugimi predmeti za prikaz slikarjevega mojstrstva.

## Zgodovina
Začenši z barokom so takšne slike postale priljubljene v Španiji v drugi četrtini 17. stoletja. Zdi se, da se je tradicija slikanja tihožitij začela in je bila veliko bolj priljubljena pri sodobnih flamskih in nizozemskih umetnikih (Belgija in Nizozemska danes) kot v južni Evropi. Severnjaška tihožitja so imela veliko podzvrsti; del zajtrka so dopolnili trompe l'oeil, cvetlični šopek in vanitas. V Španiji je bilo veliko manj pokroviteljev za tovrstne stvari, vendar je postala priljubljena zvrst, ki je vsebovala nekaj predmetov hrane in namizne posode, položenih na mizo. Čeprav danes velja za španski izum, je bila klasična predstavitev sadja na kamniti plošči trompe l'oeil pogosta v starem Rimu.
Španska baročna tihožitja so bila pogosto stroga; razlikovala so se od flamskih baročnih tihožitij, ki pogosto vsebujejo tako bogate bankete, obdane z okrašenimi kot razkošne predmete s tkanino ali steklom. Pri bodegonih so divjad pogosto mrtve živali, ki še čakajo na odiranje. Sadje in zelenjava sta nekuhana. Ozadja so mračni ali navadni leseni geometrijski bloki, ki pogosto ustvarjajo nadrealistični pridih. Tako nizozemska kot španska tihožitja so pogosto imela moralni element vanitas. Njihova strogost, podobna temačnosti nekaterih španskih planot, nikoli ne posnema čutnih užitkov, obilice in razkošja številnih severnoevropskih tihožitij.
Velázquezove slike Vodonosec iz Sevilje, Starka pri peki jajc in Kosilo, so pogosto opisane kot bodegone zaradi umetnikove upodobitve kozarcev in hrane. Nekateri ljudje zavračajo to uporabo izraza in jih namesto tega imenujejo mešanica žanrskega slikarstva v slogu Bamboccianti in tihožitja.

## Motivi
- Zelenjava in sadje, nekateri obešeni na nitke.
 Tihožitje s sadjem in zelenjavo Juana Sáncheza Cotána; ok. 1600, 69 × 96 cm, zasebna zbirka.
- Bodegón z elementi žanrskih slik - kuhinja in kuhanje.
Starka pri peki jajc Diega Velázqueza; 1618, 101 × 120 cm, Škotska narodna galerija.
- Rezljano meso, jajca in pribor. Kuhinjsko tihožitje Alejandra de Loarteja; ok. 1626, 82 × 108 cm, zasebna zbirka.
- Sladkarije, lončenina, steklovina in lesene posode.
 Tihožitje s sladkarijami in keramiko Juana van der Hamena; 1627, 85 × 113 cm, Narodna galerija.
- Bodegón z versko tematiko — Jagnje božje. Agnus Dei Francisca de Zurbarána; 1635–40, 37 × 62 cm, Muzej Prado.
- Vaza za rože in skleda za sadje.
 Tihožitje z rožami v vazi in skledo s sadjem na polici Antonia Ponceja; 1640–60, 62 × 100 cm, zasebna zbirka.
- Pohištvo, delftska posoda, majolika in keramika.
 Tihožitje s skrinjo iz ebenovine Antonia de Perede; ok. 1652, 80 × 94 cm, Ermitaž.
- Pečena hrana, kovinska kuhinjska posoda in sadje na vejah.
 Tihožitje Tomása Yepesa; 1668, 102 × 157 cm, Muzej Prado.
- Sir, sod, steklenica, sadje v okrasnem krožniku, kozarci za shranjevanje in škatle.
 Tihožitje s sadjem in sirom Luisa Egidia Meléndeza; 1771, 41 × 62 cm, Muzej Prado.
- Ribe in alegorične aluzije - na Vojne katastrofe.
 Tihožitje z orado, Francisco Goya; 1808, 45 × 63 cm, Muzej lepih umetnosti, Houston.
- Polica shrambe, vrči in ulovljena divjad — razne ptice in zajci.
 Kuhinjsko tihožitje z divjadjo in zelenjavo Joséja Maríe Corchóna; 1850–55, 140 × 187 cm, Muzej Prado.
- Grozdje in krajinsko slikarstvo.
 Sadje, Julia Alcayde y Montoya; 1926, 72 × 106 cm, Muzej Prado.